# Décès en mars 1991
Décès
- 1987
- 1988
- 1989
- 1990
- 1991
- 1992
- 1993
- 1994
- 1995

Pour une information complémentaire, voir la page d'aide.

| Date    | Nom                                   | Activités                                                        | Âge | Source |
| ------- | ------------------------------------- | ---------------------------------------------------------------- | --- | ------ |
| 2 mars  | Serge Gainsbourg                      | compositeur et chanteur                                          | 62  |        |
| 3 mars  | Pierre Rousseau                       | illustrateur et peintre français                                 | 87  |        |
| 10 mars | Hans Winterberg                       | compositeur allemand d'origine tchèque                           | 89  |        |
| 10 mars | Elie Siegmeister                      | compositeur, professeur de musique et chef d'orchestre américain | 82  | (en)   |
| 14 mars | René Rimbert                          | peintre français                                                 | 94  |        |
| 16 mars | James Darcy Freeman                   | cardinal australien, archevêque de Sydney                        | 83  |        |
| 16 mars | Urbain Caffi                          | coureur cycliste d'origine italienne naturalisé français         | 74  |        |
| 16 mars | Govindan Aravindan                    | réalisateur indien                                               | 56  |        |
| 18 mars | Dezider Kardoš                        | compositeur et enseignant slovaque                               | 76  |        |
| 20 mars | David Marshall Lang                   | historien britannique                                            | 66  |        |
| 21 mars | Leo Fender (Clarence Leonidas Fender) | industriel de la guitare américain                               | 81  |        |
| 22 mars | Léon Balcer                           | homme politique canadien                                         | 73  |        |
| 24 mars | John Kerr                             | homme politique australien                                       | 76  | (en)   |
| 27 mars | Ralph Bates                           | acteur britannique                                               | 51  |        |
| 28 mars | Felice Tantardini                     | religieux italien, missionnaire laïc en Birmanie, vénérable      | 92  |        |
| 25 mars | Marcel Lefebvre                       | homme d'Église français                                          | 85  |        |